# Schaamhaar

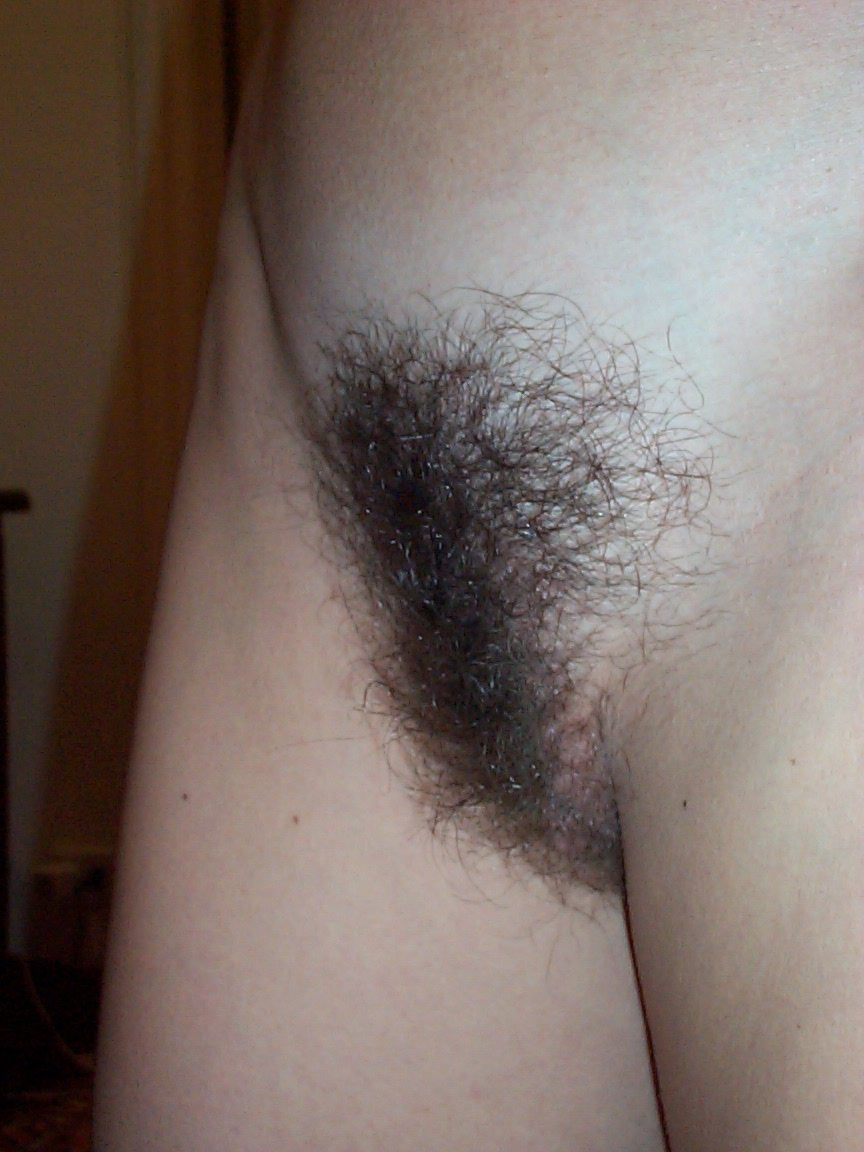
Schaamhaar bij een vrouw

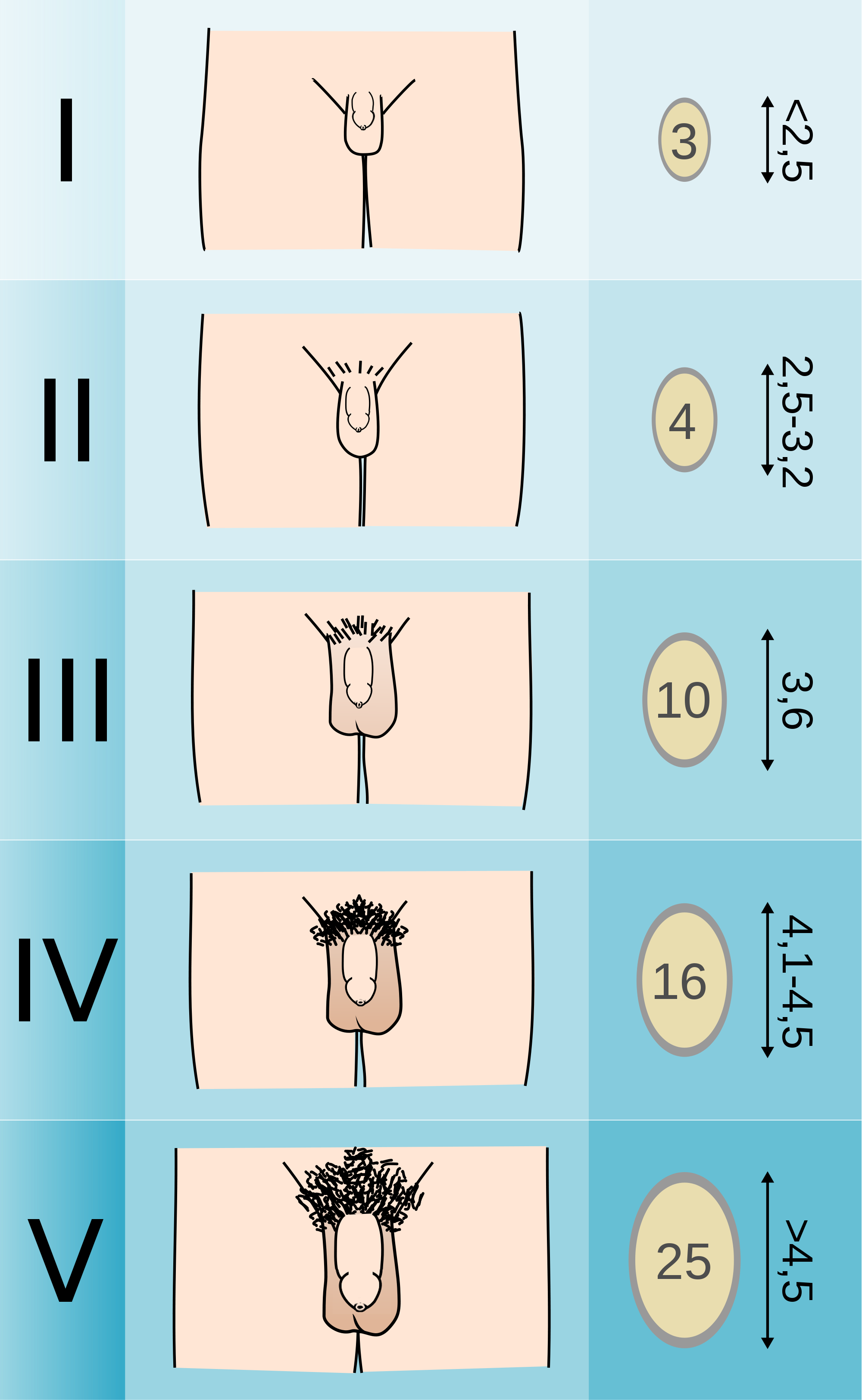
Groei schaamhaar bij een man

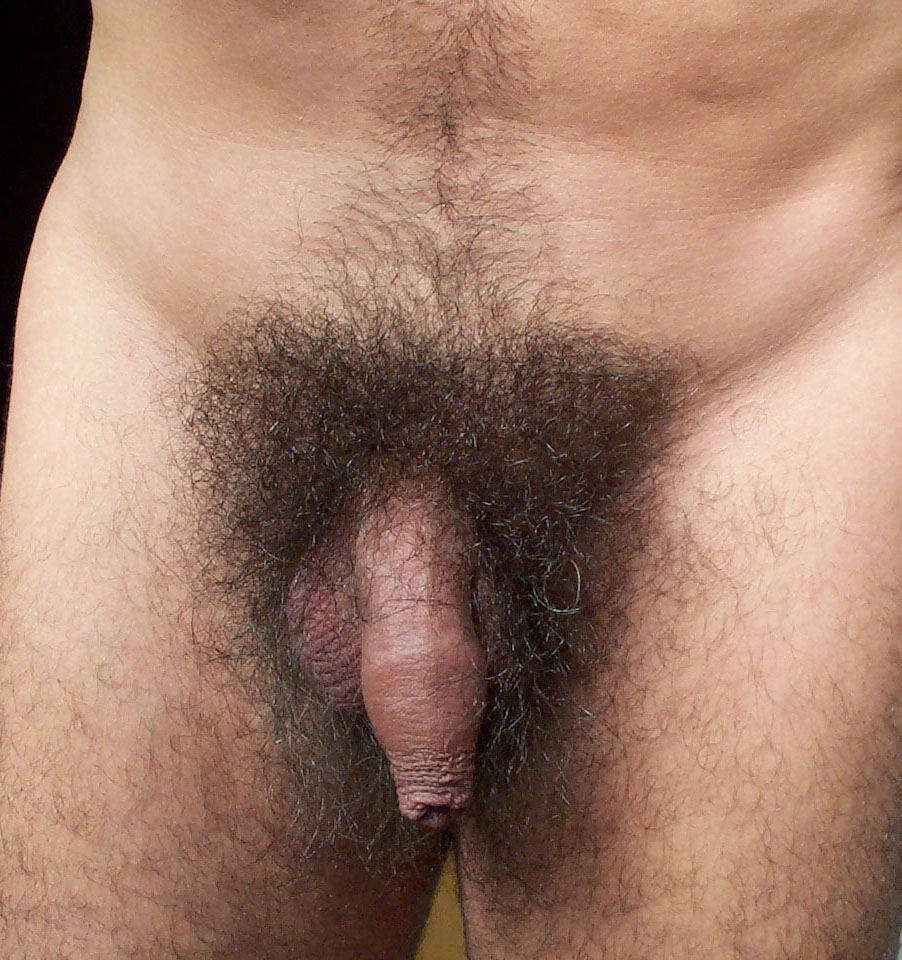
Schaamhaar bij een man

Schaamhaar of venushaar, met de medische term pubes of pubarche genoemd, is beharing op de schaamstreek dat vanaf de puberteit groeit. Het begin van deze haargroei (pubarche) kan in leeftijd verschillen van rond negen tot ongeveer zeventien jaar, met een gemiddelde van elf tot twaalf jaar bij meisjes, en dertien tot veertien jaar bij jongens. De lengte, dikte, hoeveelheid, en kleur van het schaamhaar kan per persoon verschillen; het lijkt qua structuur en kleur meer op de wenkbrauwen dan op het hoofdhaar. Schaamhaar en okselhaar kunnen in kleur afwijken van het hoofdhaar. Bij de meeste mensen is het donkerder, maar het kan ook lichter zijn. Schaamhaar behoort tot de secundaire geslachtskenmerken.

## Ontwikkeling en groei
Voor de puberteit groeit zowel bij jongens als meisjes dun vellushaar op de schaamstreek. Als gevolg van een toename van androgenen verandert dit in de puberteit in dikker, vaak krulleriger haar. De leeftijd dat dit zichtbaar wordt, wordt pubarche genoemd. Hoewel de verandering van de haarzakjes vrij abrupt is, kan het hele proces enkele jaren duren.

### Jongens
Bij jongens begint de groei van schaamhaar met enkele haren op de balzak of net boven de penis. Binnen een jaar neemt het aantal haren rond de penis sterk toe. Binnen drie tot vier jaar bedekt het haar de gehele schaamstreek en wordt het dikker en donkerder, en na vijf jaar breidt het zich naar boven uit, richting de buik en de navel. Het groeit meestal ruitvormig boven, onder en op de penis en balzak, en kan qua hoeveelheid verschillen van een kleine hoeveelheid boven de penis tot een hoeveelheid waar het bijna volledig overgaat naar bijvoorbeeld borsthaar en beenhaar.

### Meisjes
Bij meisjes is de haargroei eerder driehoekig en bevindt het haar zich vooral boven maar ook rond de vulva. Hoewel vrouwen minder lichaamsbeharing hebben dan mannen, hebben sommige vrouwen een kleine driehoek boven de vulva, maar groeit het schaamhaar bij anderen door tot op de dijen.

## Verwijderen

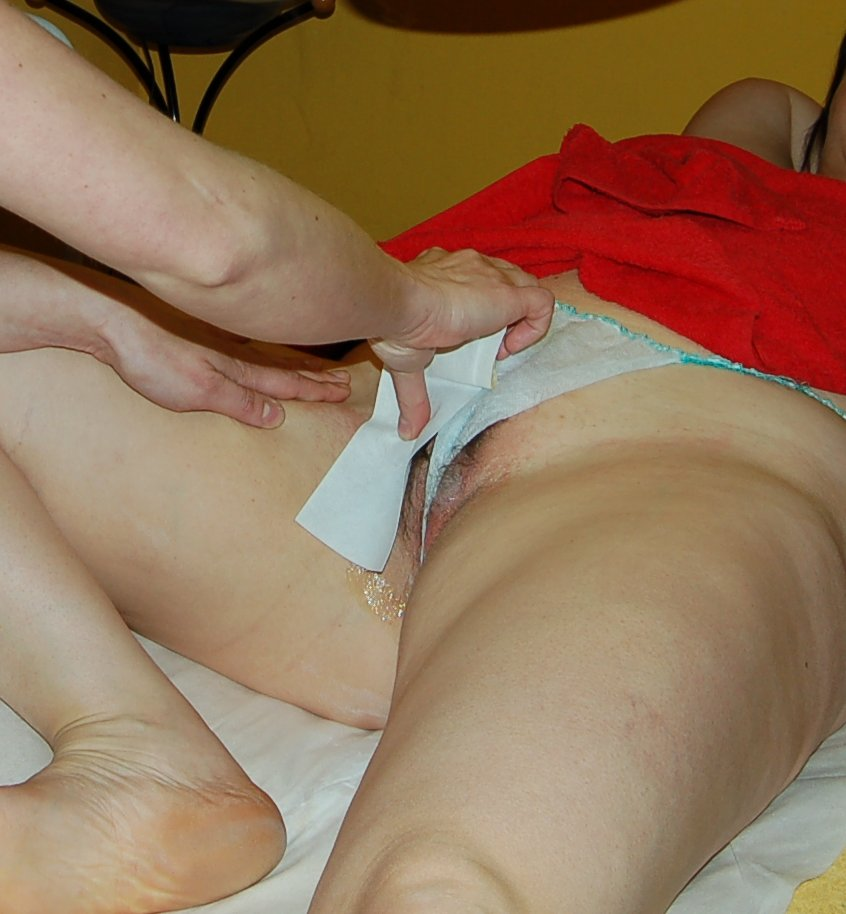
Het verwijderen van schaamhaar bij een vrouw via harsen

Er bestaan culturele verschillen wat betreft het verwijderen van het schaamhaar. In Korea wordt weelderig schaamhaar als aantrekkelijk beschouwd. Het Aziatische ras heeft echter vaak een dunne lichaamsbeharing en "schaampruikjes" zijn er bijgevolg mode. Het zijn stukjes kunsthaar om op de schaamstreek aan te brengen.

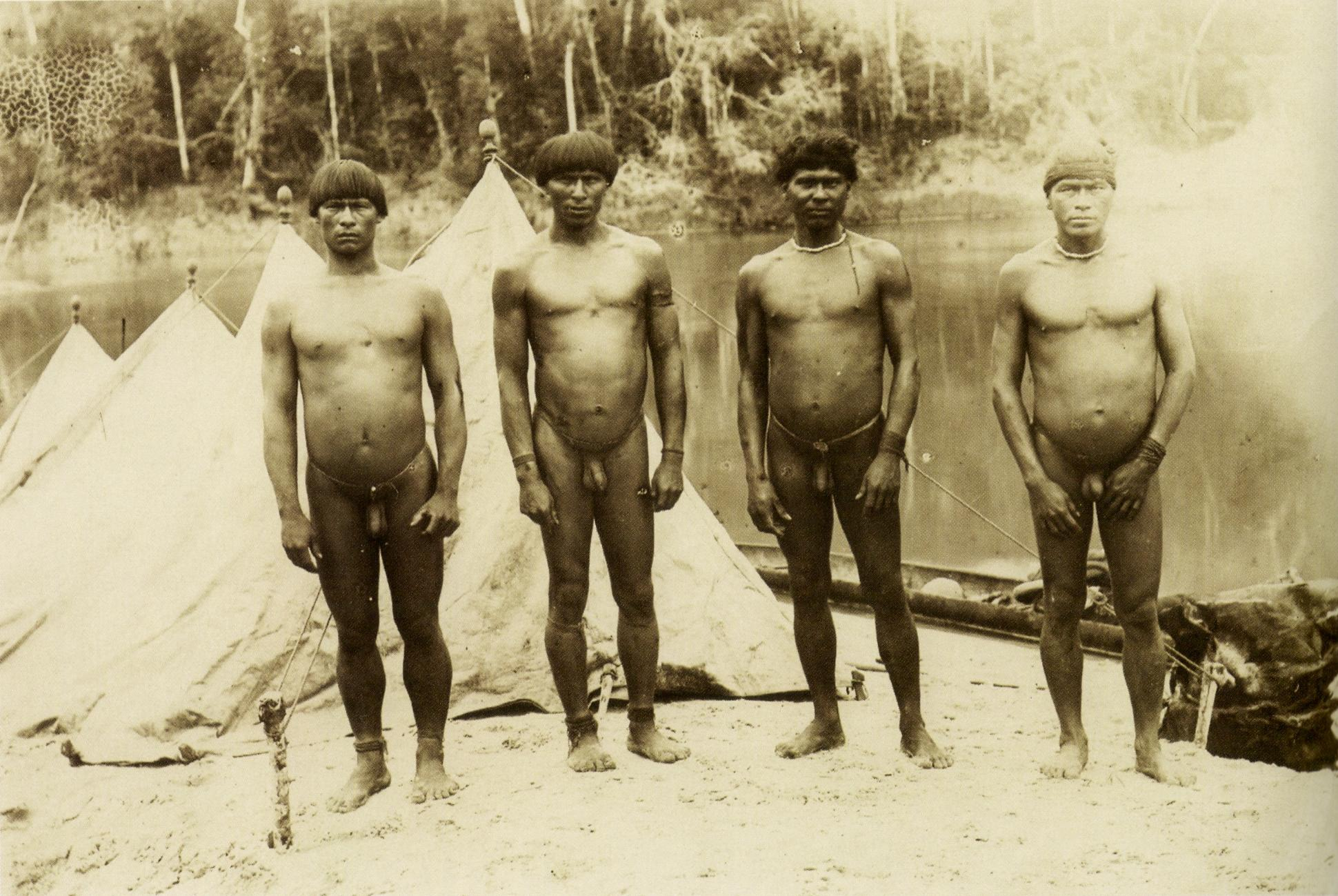
Ook bij vele natuurvolkeren is het verwijderen van schaamhaar de regel. Hier bij de Mehinako-indianen in 1894.

Bij veel volkeren, zowel in de oudheid als nu, was en is het verwijderen van schaamhaar een uiting van een verzorgd menselijk lichaam. De Grieken en de Romeinen verwijderden onder andere hun schaamhaar als teken van reinheid, schoonheid en vitaliteit. In verschillende islamitische culturen verwijderen zowel mannen als vrouwen het schaamhaar om redenen van religie. Ook bij vele natuurvolkeren is het verwijderen van schaamhaar de regel.
In de westerse cultuur wordt schaamhaar vooral om mode, populariteit en esthetiek verwijderd. Het al dan niet volledig verwijderen van schaamhaar is in het Westen begonnen in de porno-industrie in de jaren zestig van de twintigste eeuw. Daarbuiten is het pas sinds de late jaren negentig populair geworden. De verschillende vormen waarin intiem onthaard wordt, zoals langs de bikinilijn, een streepje, of in de vorm van een hartje, worden in de westerse cultuur vaak gezien als exotisch en modieus. Uit een Duits onderzoek door de Universiteit van Leipzig onder 314 studenten van gemiddeld 23 jaar bleek in 2008, dat 88% van de vrouwelijke deelnemers en 67% van de mannelijke deelnemers de schaamstreek en de intieme delen onthaarde. Er zijn echter ook mensen die een weelderige bos schaamhaar juist waarderen. Schaamhaar is lange tijd  als erotisch gezien. 

## Functie van schaamhaar
De voorouders van de huidige mens, homo ergaster en/of homo erectus, waren door hun evolutionaire oorsprong als aapachtig wezen, van top tot teen behaard. In de evolutie verloor de mens echter het merendeel van zijn lichaamsbeharing. Het feit dat het schaamhaar niet verdwenen is, kan samenhangen met de geur. Deze speelt een belangrijke rol bij seksuele aantrekking tussen mensen, net zoals bij diverse dieren. Vandaag de dag reageren mensen daar volledig onbewust op via hun vomeronasaal reukorgaan, dit is een piepklein en oeroud extra reukorgaan. De haren onder de oksels, tussen de billen en rond de geslachtsdelen kunnen geuren vasthouden en verspreiden. Een andere mogelijke verklaring waarom schaamhaar niet verdwenen is, is dat het een aanwijzing is voor seksuele rijpheid.